# Abessinische Rose
|  | Dieser Artikel wurde aufgrund von formalen oder inhaltlichen Mängeln in der Qualitätssicherung Biologie im Abschnitt „Pflanzen“ zur Verbesserung eingetragen. Dies geschieht, um die Qualität der Biologie-Artikel auf ein akzeptables Niveau zu bringen. Bitte hilf mit, diesen Artikel zu verbessern! Artikel, die nicht signifikant verbessert werden, können gegebenenfalls gelöscht werden. Lies dazu auch die näheren Informationen in den Mindestanforderungen an Biologie-Artikel. |

Die Abessinische Rose (Rosa abyssinica; Oromo: Qaqawwii; Somali: Dayero) ist eine Rosenart, die in der Gegend des südlichen Roten Meeres vorkommt und die erstmals von Robert Brown beschrieben wurde.

## Merkmale
Rosa abyssinica ist ein stacheliger, immergrüner Strauch, der kriechend oder oft kletternd ist und manchmal einen kleinen Baum zwischen 0,5 und 7 Metern Höhe bildet. Am Stängel befinden sich einige Stacheln, die leicht gebogen sind und eine breite Basis aufweisen. Die Blätter sind gefiedert und ledrig. Sie bestehen aus drei Paar Fiederblättchen plus eines an der Spitze, jedes ist schmal oval von 1 bis 6 cm Länge, spitz, am Rand gezähnt und sitzt auf einem kurzen Stiel, der mit Nebenblättern versehen ist. Die Blüten sind weiß-hellgelb und wohlriechend, haben viele Staubblätter und stehen zu 3 bis 20 in dichten Gruppen, jeweils gestielt. Die Kelchblätter sind lang, schmal und behaart, und fallen schnell herab. Die 5 Kronblätter sind etwa 2 cm lang und haben eine abgerundete bis quadratische Spitze. Die Früchte sind zunächst grün, reifen aber später orange-rot. Sie sind etwa 2 cm lang, fleischig, essbar und haben Samen im Inneren.

## Vorkommen
Rosa abyssinica kommt nur in Arabien, Äthiopien, Jemen, Somalia und dem Sudan vor, sie ist in Mittel- und Hochgebirgen verbreitet. Sie bildet häufig Dickichte in trockenen, immergrünen Hochland-Wäldern, insbesondere an Waldrändern und Lichtungen, außerdem findet man sie im Hochbuschland, an felsigen Plätzen, auf trockenem Grasland und an Ufern. Sie kommt auch in verschiedenen Kulturlandschaften vor, manchmal als kleiner alleinstehender Baum auf Höhen von 1.700 bis 3.300 m.